# Oxid arseničný
Oxid arseničný (chemický vzorec As2O5 nebo lépe As4O10) je společně s oxidem arsenitým jedním ze dvou oxidů arsenu. Dimerní vzorec vyjadřuje skutečné složení molekuly oxidu arseničného, monomerní pouze poměr zastoupených prvků v molekule (stejnou strukturu vykazuje například i oxid antimoničný Sb4O10). Arsen je v oxidu přítomen v oxidačním stavu V a je prudce jedovatý. Je to anhydrid kyseliny arseničné, která vzniká zpětně při jeho rozpouštění ve vodě.